# Ольшавка (притока Ондави)
Ольшавка (словац. Olšavka) — річка в Словаччині, ліва притока Ондави, протікає в окрузі Стропков.
Довжина приблизно 7.5-8.0 км. Витік знаходиться в масиві Ондавська височина — на висоті близько 265 метрів біля гори Ройова. Протікає територією сіл Вишня Ольшава; Нижня Ольшава та Міньовце.
Впадає в Ондаву на висоті приблизно 165 метрів.